# Кэли, Артур
А́ртур Кэ́ли (или Кейли, устар. Кэйлей; англ. Arthur Cayley; 16 августа 1821, Ричмонд — 26 января 1895, Кембридж) — английский математик, профессор Кембриджского университета. Член Лондонского королевского общества (1852), член-корреспондент Петербургской академии наук (1870), иностранный член Парижской академии наук, Королевской академии наук и искусств Нидерландов (1893) и ряда других академий. Президент Лондонского математического общества (1868–1870). Лауреат медали Копли (1862) и медали де Моргана (1884).
Труды (более 700 статей и книг) в основном по линейной алгебре, в которую он внёс существенный вклад, а также по общей алгебре и теории инвариантов. Заложил основы теории матриц и современной алгебраической геометрии.

## Биография

### Ранние годы
Артур Кэли родился в семье торговца Генри Кэли и Марии Антонии Даути. Отец был дальним родственником сэра Джорджа Кэли — энтузиаста воздухоплавания. Семья воспитывала четверых детей — Софию, Уильяма, Артура и Чарльза; последний стал известным лингвистом, переводчиком Гомера и Данте. В ходе торговых операций Генри Кэли поселился в Санкт-Петербурге, где его отец, Джон Кэли, занимал пост генерального консула Великобритании. Лето семья проводила в Англии, где в августе 1821 года и родился Артур Кэли.
В России Артур провёл свои первые восемь лет; в 1829 году его родители вернулись в Великобританию и поселились в Блэкхите (ныне район Большого Лондона). Артур пошёл в частную школу, где показал выдающиеся способности к математике. В 14 лет он пошёл в школу Кингс-колледж. Школьный учитель посоветовал отцу не учить сына бизнесу, как он (отец) намеревался, а готовить к поступлению в Кембриджский университет.

### Образование
В необыкновенно раннем возрасте 17 лет Кэли поступил в кембриджский Тринити-колледж. В то время Аналитическое общество (Analytical Society) процветало, а Дункан Грегори и Лесли Эллис основали Кембриджский математический журнал. В возрасте 20 лет Кэли передал этому журналу три рукописи на темы, навеянные чтением «Аналитической механики» Лагранжа и некоторыми работами Лапласа. Его наставником в Кембридже был Джордж Пикок, а его личным наставником стал Уильям Хопкинс.
Кэли закончил своё студенческое образование лучшим студентом курса (англ. Senior Wrangler) и также получил первый из двух призов Смита, присуждаемых ежегодно за студенческие научные исследования. Его следующим шагом было получение степени Master of Arts (MA degree) и получение должности в университете по конкурсу. Он оставался в Кембридже в течение 4 лет. В это время он взял себе несколько учеников, но его основной работой была подготовка 28 статей для Кембриджского математического журнала. Друзья описывали Кэли как физически слабого, но сверхъестественно талантливого студента.

### Адвокатура
В связи с тем, что его должность университетская была с ограниченным сроком пребывания, было необходимо выбирать профессию. Как и де Морган, Кэли избрал профессию адвоката, и в возрасте 25 лет стал членом лондонского судебного инна Линкольна. Он выбрал специальность, связанную с транспортировкой. Когда он был учеником и сдавал адвокатский экзамен, он ездил в Дублин слушать лекцию Гамильтона про кватернионы.
Его друг Сильвестр был тогда актуарием. У них было привычкой гулять вместе вокруг судебного инна Линкольна, обсуждая теорию инвариантов и ковариантов. В течение этого периода его жизни, длящегося примерно 14 лет, Кэли выпустил от 200 до 300 работ.

### Профессура
В Кембриджском университете с давних времён профессор чистой математики назывался Лукасовским профессором, эту должность некогда занимал Исаак Ньютон. Примерно в 1860 году несколько фондов, завещанных университету леди Сэдлер, стали бесполезными для их ранее предполагаемой цели и были использованы для основания ещё одной именной профессуры. В обязанности Сэдлеровского профессора входило обучать принципам чистой математики и заниматься развитием этого раздела науки. На эту должность Кэли был избран, когда ему было 42 года. Он оставил доходную юридическую практику ради гораздо более скромной зарплаты профессора, но никогда об этом не жалел, поскольку мог теперь полностью заняться любимым делом.
Сразу же после этого Кэли женился и поселился в Кембридже. Кэли повезло с женой больше, чем Гамильтону, его семейная жизнь была счастливой. Сильвестр, его друг и коллега, однажды отметил, что Кэли более удачлив, чем он сам; они оба были холостяками и вместе жили в Лондоне, но Кэли женился и поселился в Кембридже с его тихой и мирной жизнью, а Сильвестр так и не женился и сражался со всем миром всю свою жизнь.
Умер в 1895 году, похоронен на кембриджском кладбище Милл-Роуд.

## Научная деятельность
Кэли — один из плодовитейших учёных XIX века, написавший более 700 работ. Большая часть его работ относится к линейной алгебре, дифференциальным уравнениям и эллиптическим функциям. В частности, он доказал теорему Гамильтона — Кэли о том, что каждая квадратная матрица является корнем своего характеристического многочлена.
Кэли первым сформулировал определение группы в том виде, как она определяется сегодня — множество с обратимой бинарной операцией (ранее Галуа определил это понятие только для группы перестановок).
Кэли считается одним из основателей теории матриц и алгебраической геометрии.

## Память
В 1935 г. Международный астрономический союз присвоил имя Артура Кэли кратеру на видимой стороне Луны.
Ряд математических понятий носит имя Кэли, в том числе:
- Алгебра Кэли
- Граф Кэли (теория групп)
- Модель Кэли — Клейна of геометрия Лобачевского
- Процедура Кэли — Диксона
- Таблица Кэли
- Теорема Кэли о числе деревьев в теории графов;
- Теорема Кэли (теория групп) в теории групп;
- Теорема Гамильтона — Кэли в теории матриц утверждает, что всякая квадратная матрица является корнем своего характеристического многочлена;
- Теорема Кэли о цепи Понселе.
- Уравнение Кэли — Дарбу